# Krasjeninnikovbaai
De Krasjeninnikovbaai (Russisch: Бухта Крашенинникова; Boechta Krasjeninnikova) is een baai in het zuiden van de Avatsjabaai in het zuidoosten van het Russische schiereiland Kamtsjatka en is onderdeel van de Grote Oceaan. Aan de linkerzijde van de baai ligt het stadsdeel Primorski, wat het bestuurlijk centrum vormt van de stad Viljoetsjinsk, ten zuiden ervan ligt Kaap Koetcha en iets zuidoostelijker Kaap Nevodtsjikova, waaronder zich de Seldevajabaai en waarboven zich het eilandje Chlebalkin bevindt. Op de zuidoever liggen de vulkanen Golgotha Sopka en Stolovaja Sopka, met voor de kust de Gorboesjetsjabaai, waar een gedeelte ligt van de nucleaire aanvalsonderzeeërs van de Russische Pacifische Vloot. In het uiterste oosten bevindt zich de Jagodnajabaai, met ten noorden daarvan de vulkaan Tarja Sopka. Aan de noordzijde bevindt zich links de ingang naar de Avatsjabaai en rechts het Krasjeninnikov-schiereiland, waar zich de vulkaan Zaposjaja Sopka en het stadsdeel Rybatsji bevinden met ten zuiden daarvan aan de oever de hoofdhaven voor nucleaire aanvalsonderzeeërs van de Pacifische Vloot, waar ook de reparatiefaciliteiten zich bevinden. De monding van de baai ligt tussen de noordoostelijke Kaap Kozak en de zuidwestelijkere gelegen Kaap Vchodnoj. De baai is in zijn geheel onderdeel van de gesloten stad Viljoetsjinsk.
De baai is vernoemd naar onderzoeker Stepan Krasjeninnikov die hier in 1739 landde.